# ماكروري
ماكروري (بالإنجليزية: McCrory, Arkansas)‏ هي مدينة تقع في مقاطعة وودروف، أركنسو بولاية أركنساس في الولايات المتحدة. تبلغ مساحة هذه المدينة 6.2 (كم²)، وترتفع عن سطح البحر 64 م، بلغ عدد سكانها 1850 نسمة في عام 2000 حسب إحصاء مكتب تعداد الولايات المتحدة.

## التركيبة السكانية
حدّد مكتب تعداد الولايات المتحدة بيانات التركيبة السكانية لماكروري في تعداد الولايات المتحدة. في ما يلي، التركيبة السكانية حسب تعدادي 2000 و2010.

### تعداد عام 2000
بلغ عدد سكان ماكروري 1,850 نسمة بحسب تعداد عام 2000، وبلغ عدد الأسر 752 أسرة وعدد العائلات 482 عائلة مقيمة في المدينة. في حين سجلت الكثافة السكانية 301.8 نسمة لكل كيلومتر مربع (781.7/ميل2). وبلغ عدد الوحدات السكنية 855 وحدة بمتوسط كثافة قدره 139.5 لكل كيلومتر مربع (361.3/ميل2).
وتوزع التركيب العرقي للمدينة بنسبة 79.46% من البيض و18.92% من الأمريكيين الأفارقة و0.11% من الأمريكيين الأصليين و0.11% من الأمريكيين ذوي الأصول الآسيوية و0.43% من سكان جزر المحيط الهادئ و0.11% من الأعراق الأخرى و0.86% من عرقين مختلطين أو أكثر و0.92% من الهسبانيون أو اللاتينيون من أي عرق.
بلغ عدد الأسر 752 أسرة كانت نسبة 35.9% منها لديها أطفال تحت سن الثامنة عشر تعيش معهم، وبلغت نسبة الأزواج القاطنين مع بعضهم البعض 44.8% من أصل المجموع الكلي للأسر، ونسبة 16.4% من الأسر كان لديها معيلات من الإناث دون وجود شريك،  بينما كانت نسبة 2.9% من الأسر لديها معيلون من الذكور دون وجود شريكة وكانت نسبة 35.9% من غير العائلات. تألفت نسبة 32.8% من أصل جميع الأسر من عدة أفراد يعيشون في نفس المنزل ونسبة 17.7% كانت تتألف من شخص يعيش بمفرده يبلغ من العمر 65 عاماً أو أكثر. وبلغ متوسط حجم الأسرة المعيشية 2.31، أما متوسط حجم العائلات فبلغ 2.92.
بلغ العمر الوسطي للسكان 40.5 عاماً. وكانت نسبة 24% من القاطنين تحت سن الثامنة عشر، وكانت نسبة 9.8% بين الثامنة عشر والرابعة والعشرين عاماً، ونسبة 22.4% كانت واقعةً في الفئة العمرية ما بين الخامسة والعشرين والرابعة والأربعين عاماً، ونسبة 21.6% كانت ما بين الخامسة والأربعين والرابعة والستين، ونسبة 16.1% كانت ضمن فئة الخامسة والستين عاماً فما فوق. يوجد لكل 100 أنثى 76.7 ذكر، ويوجد لكل 100 أنثى في الثامنة عشر من عمرها فما فوق 73.3 ذكر.
بلغ متوسط دخل الأسرة في المدينة 24,375 دولارًا، أما متوسط دخل العائلة فبلغ 32,179 دولارًا. وكان متوسط دخل الذكور 26,534 دولارًا مقابل 18,050 دولارًا للإناث. وسجل دخل الفرد الخاص بالمدينة 15,351 دولارًا. وكانت نسبة 16.6% من العائلات ونسبة 20.8% من السكان تحت خط الفقر، وكان من هؤلاء نسبة 28.3% تحت سن الثامنة عشر ونسبة 18.7% في الخامسة والستين من العمر وما فوق.

### تعداد عام 2010
بلغ عدد سكان ماكروري 1,729 نسمة بحسب تعداد عام 2010، وبلغ عدد الأسر 718 أسرة وعدد العائلات 436 عائلة مقيمة في المدينة. في حين سجلت الكثافة السكانية 282.1 نسمة لكل كيلومتر مربع (730.6/ميل2). وبلغ عدد الوحدات السكنية 815 وحدة بمتوسط كثافة قدره 133 لكل كيلومتر مربع (344.5/ميل2).
وتوزع التركيب العرقي للمدينة بنسبة 81.26% من البيض و16.89% من الأمريكيين الأفارقة و0.06% من الأمريكيين الأصليين و0.58% من الأعراق الأخرى و1.21% من عرقين مختلطين أو أكثر و1.04% من الهسبانيون أو اللاتينيون من أي عرق.
بلغ عدد الأسر 718 أسرة كانت نسبة 32.2% منها لديها أطفال تحت سن الثامنة عشر تعيش معهم، وبلغت نسبة الأزواج القاطنين مع بعضهم البعض 39.4% من أصل المجموع الكلي للأسر، ونسبة 17.8% من الأسر كان لديها معيلات من الإناث دون وجود شريك،  بينما كانت نسبة 3.5% من الأسر لديها معيلون من الذكور دون وجود شريكة وكانت نسبة 39.3% من غير العائلات. تألفت نسبة 35.1% من أصل جميع الأسر من عدة أفراد يعيشون في نفس المنزل ونسبة 16.2% كانت تتألف من شخص يعيش بمفرده يبلغ من العمر 65 عاماً أو أكثر. وبلغ متوسط حجم الأسرة المعيشية 2.27، أما متوسط حجم العائلات فبلغ 2.91.
بلغ العمر الوسطي للسكان 41.4 عاماً. وكانت نسبة 23.5% من القاطنين تحت سن الثامنة عشر، وكانت نسبة 6.5% بين الثامنة عشر والرابعة والعشرين عاماً، ونسبة 22.8% كانت واقعةً في الفئة العمرية ما بين الخامسة والعشرين والرابعة والأربعين عاماً، ونسبة 26.3% كانت ما بين الخامسة والأربعين والرابعة والستين، ونسبة 20.8% كانت ضمن فئة الخامسة والستين عاماً فما فوق. وتوزع التركيب الجنسي للسكان بنسبة 43.7% ذكور و56.3% إناث.

## وصلات خارجية
- The US50 - Cities and Towns in Arkansas State
- 2012 United States Census Estimate